# Reidland
Reidland és una concentració de població designada pel cens dels Estats Units a l'estat de Kentucky. Segons el cens del 2000 tenia 4.353 habitants.

## Demografia
Segons el cens del 2000, Reidland tenia 4.353 habitants, 1.793 habitatges, i 1.368 famílies. La densitat de població era de 350,1 habitants/km².
Dels 1.793 habitatges en un 32,5% hi vivien nens de menys de 18 anys, en un 65,8% hi vivien parelles casades, en un 7,9% dones solteres, i en un 23,7% no eren unitats familiars. En el 21,5% dels habitatges hi vivien persones soles el 10,3% de les quals corresponia a persones de 65 anys o més que vivien soles. El nombre mitjà de persones vivint en cada habitatge era de 2,42 i el nombre mitjà de persones que vivien en cada família era de 2,81.
Per edats la població es repartia de la següent manera: un 22,4% tenia menys de 18 anys, un 6,1% entre 18 i 24, un 27,2% entre 25 i 44, un 28,2% de 45 a 60 i un 16,1% 65 anys o més.
L'edat mediana era de 42 anys. Per cada 100 dones de 18 o més anys hi havia 90,1 homes.
La renda mediana per habitatge era de 48.341 $ i la renda mediana per família de 54.622 $. Els homes tenien una renda mediana de 45.459 $ mentre que les dones 21.915 $. La renda per capita de la població era de 22.120 $. Entorn del 2,9% de les famílies i el 4,4% de la població estaven per davall del llindar de pobresa.

## Poblacions més properes
El següent diagrama mostra les poblacions més properes.